# Willem Andriessen
Willem Christiaan Nicolaas Andriessen (Haarlem, 25 oktober 1887 – Amsterdam, 29 maart 1964) was een Nederlands componist, dirigent en pianist.

## Levensloop

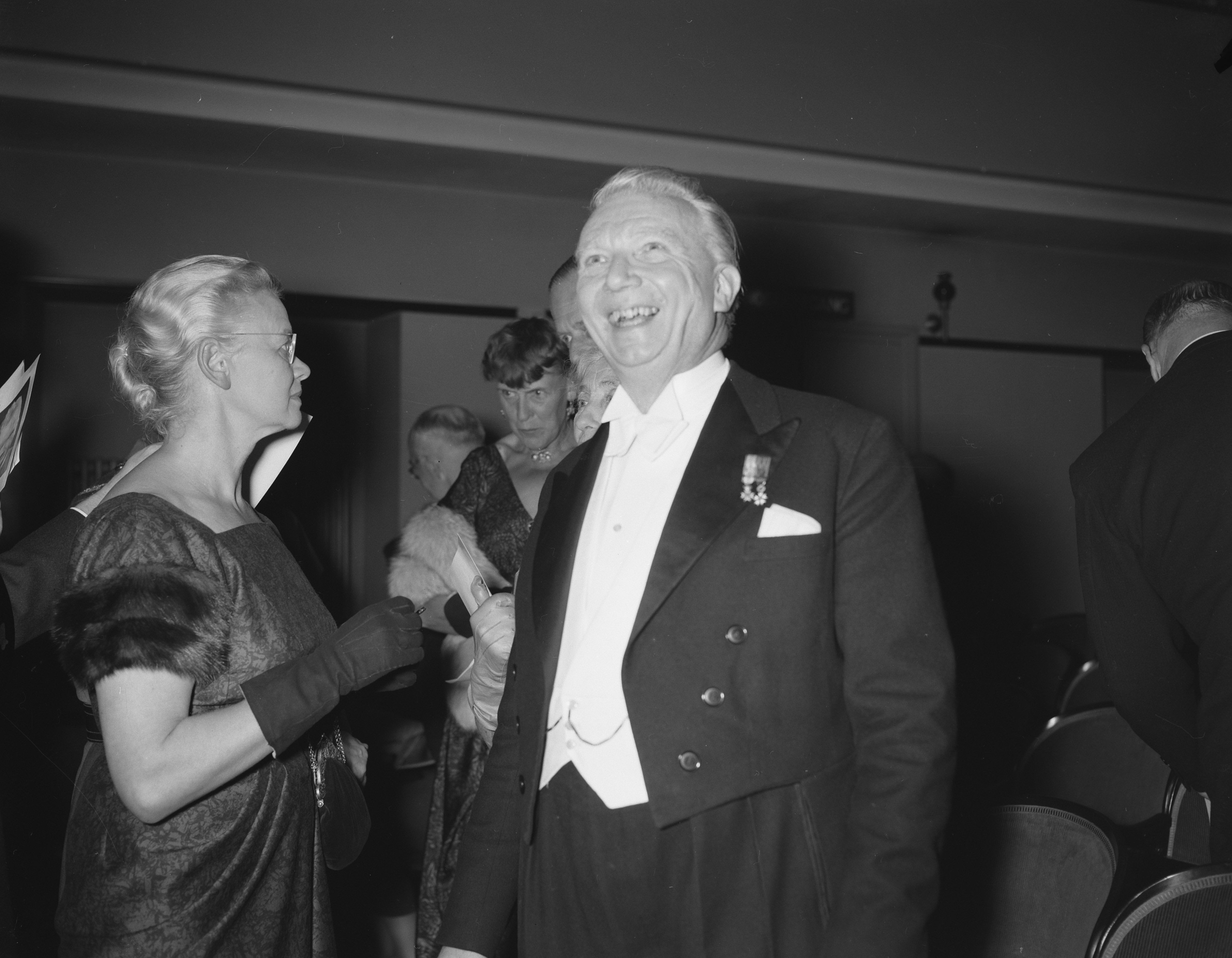
Huldiging van Andriessen (1957)

Willem Andriessen werd geboren als zoon van de organist, koordirigent en componist Nico Andriessen en de schilderes Gesine Vester. Zijn broers waren de componist Hendrik Andriessen en de beeldhouwer Mari Andriessen. Zijn grootvader was kunstschilder Willem Vester.
Andriessen ontving zijn eerste muziekonderwijs van zijn vader. Hij studeerde vanaf 1903 bij Jean-Baptiste de Pauw (piano) en bij Bernard Zweers (compositie) aan het Conservatorium van Amsterdam (diploma in 1906). Op aanraden van Daniël de Lange en De Pauw studeerde hij nog verder en hij behaalde in 1908 de Prix d'Excellence met zijn Pianoconcert in Des, het 5e pianoconcert van Ludwig van Beethoven en nog andere kleinere werkjes.
In de jaren 1908, 1909 en 1910 trad hij als solist op in Berlijn, Frankfurt am Main, Dresden, Leipzig en verschillende Nederlandse steden. Een uitnodiging in april 1910 om hoofd van een muzikale instelling in Baltimore te worden, nam hij niet aan. Andriessen werd in 1910 docent piano aan het Koninklijk Conservatorium in Den Haag en aan het Rotterdams Conservatorium, voordat hij in 1937 als opvolger van Sem Dresden benoemd werd tot directeur van het Amsterdams Conservatorium.
In 1962 verscheen een bloemlezing (Mensen in de muziek) van zijn publicaties over muzikale onderwerpen in het Haarlems Dagblad.
Andriessen overleed op 76-jarige leeftijd, nadat hij tijdens een pianotentamen onwel was geworden.

## Composities

### Werken voor orkest
- Ouverture in C majeur (1905)
- Concert in Des majeur, voor piano en orkest (1908)
- Scherzo: Hei, t' was in de Mei (1912, R/1956)

### Missen en andere kerkmuziek
- Mis in Es, voor solisten, gemengd koor en orkest
- Mass (1914–16)
- Sub tuum praesidium (1943, for male chorus)
- Salve coeli digna (1944)
- Ave Maria (1954, for female chorus)
- Exsultate deo (1954)
- Missa Brevis (SATB) (1963)

### Vocale muziek

#### Werken voor koor
- Groeningens Grootheid, of de Slag van de Gulden Sporen, voor solisten, gemengd koor en orkest

#### Liederen
- Bij de wieg, voor zang en piano
- Bruidsliederen, voor zang en piano
- Drie liederen, voor zangstem en piano
- Twee liederen, voor mezzosopraan (of bariton) en piano
- Twee liederen, voor zangstem en piano
- Vier liederen, voor zangstem en piano
  1. Voor de liefste
  2. Druiventrossen
  3. Oud liedeken
  4. Mijn troost
- Wiegelied, voor mezzosopraan (of bariton) en piano

### Werken voor piano
- Sonate (1934)
- Praeludia (1942–50)
- Sonatine (1945)
- Preludium voor de linkerhand (1960)

## Publicaties
- 100 opstellen over muziek. 1. (1953-1954), 2. (1955-1956), Amsterdam: Broekmans & Van Poppel 1959. 110, 110 p.